# Manuel León Hoyos
 Manuel León Hoyos (10 de febrero de 1989, Mérida, Yucatán, México) es un ajedrecista mexicano que ostenta el título de Gran Maestro Internacional. Es el primer mexicano en romper la barrera de los 2600 de Elo en la lista oficial de ratings de la FIDE logrando 2603 en octubre de 2012. Ha sido N.º 1 de México y campeón de diversos torneos internacionales, incluyendo el Abierto de Estados Unidos en 2012.

## Biografía
Manuel empezó a jugar a los 7 años. Consiguió los títulos de Maestro FIDE a los 10 años, de Maestro Internacional a los 14, y Gran Maestro Internacional a los 18.

## Torneos internacionales
León Hoyos ha representado a México en tres Olimpiadas Mundiales: Rusia (2010), Turquía (2012), y Noruega (2014).  Y también en los Juegos Mundiales de Deportes Mentales en China (2008).
En la Olimpiada de Rusia en 2010, León Hoyos obtuvo una victoria notable sobre el Gran Maestro Baadur Jobava (2710 Elo).
León Hoyos participó en la Copa del Mundo 2011 en Rusia, donde cayó frente al Gran Maestro Alexei Shirov.
León Hoyos obtuvo el 5º lugar en el Campeonato Iberoamericano de 2012 en Ecuador,
7º en el Campeonato Continental Absoluto de 2007 en Colombia, y 5º en el Campeonato Panamericano de 2008 en Estados Unidos. En el 2007, obtuvo el 7º Lugar en el Campeonato Mundial Juvenil en Turquía.
León Hoyos ha participado en torneos internacionales en más de 25 países.
Entre los más destacados:
- Abierto de Estados Unidos en Washington, EE. UU. (2012). Campeón.[2][3]
- Arctic Chess Challenge (2010) en Noruega. Empata en 1º junto al Gran Maestro Mihail Kobalia con 7.5/9 puntos.[15]
- Festival de Ajedrez de Las Vegas, EE. UU. (2013). Empata en 1º con el Gran Maestro Wesley So.[16]
- Abierto Mexicano (2012). Campeón.[17][18]
- Gran Fiesta de Ajedrez, UNAM México (2012). 3º en el torneo de partidas rápidas y ciegas ganado por Magnus Carlsen, N.º 1 del mundo.[19]
- Zonal Absoluto en República Dominicana (2011). 3º por detrás de los Grandes Maestros Leinier Domínguez y Lázaro Bruzón.[20]
- Internacional de Perugia, Italia (2010). Campeón.
- Intternacional de Bibbiena, Italia (2010). Campeón.[21]
- Internacional de Porto San Giorgio, Italia (2010). Empata en 1º.[22]
- Neckar-Open (2007), en Alemania. 2º Clasificado.
- Internacional de Forni di Sopra, Italia (2011). 2º Lugar.[23]
- Internacional de San Marti (2011). Barcelona, España. Empata en 1º.[24]
- Internacional de Barbera del Valles (2011). Cataluña, España. 4º Lugar.[25]

León Hoyos ha trabajado como analista del Gran Maestro Vassily Ivanchuk, ex N.º 2 del mundo, Campeón Mundial de blitz en 2007 y Campeón Mundial de rápidas en 2016.

## Partidas notables
- Manuel Leon Hoyos vs Baadur Jobava, 2010, 1-0
- Ivan Cheparinov vs Manuel Leon Hoyos, 2006, 0-1
- Judit Polgar vs Manuel Leon Hoyos, 2012, 1/2-1/2
- Manuel Leon Hoyos vs Alexei Shirov, 2011, 1/2-1/2
- Manuel Leon Hoyos vs Lazaro Bruzon Batista, 2007, 1-0

## Educación
En 2012, León Hoyos recibió una beca para estudiar en la Universidad de Webster en St. Louis, Misuri, en Estados Unidos y así formar parte del equipo de ajedrez de la universidad, entrenado por la excampeona mundial femenina y Gran Maestra Susan Polgar. Entre 2012 y 2017, la Universidad de Webster se mantuvo rankeada No. 1 en Estados Unidos y obtuvo 5 campeonatos nacionales universitarios. En 2017, León Hoyos se graduó con honores, con licenciaturas en Economía y Relaciones Internacionales y Maestría en Relaciones Internacionales.

## Distinciones
- Halcón del año, 1999. Colegio Peninsular Roger’s Hall.
- Guerrero Maya, 1999. Centro Deportivo Bancario de Yucatán S.C.P.
- Luchador Olmeca, 2004. Confederación Deportiva Mexicana (CODEME).[31]
- Mérito Deportivo Yucateco, 2007. Yucatán.[32]